# Хиршау
Хиршау (њем. Hirschau) град је у њемачкој савезној држави Баварска. Једно је од 27 општинских средишта округа Амберг-Зулцбах. Према процјени из 2010. у граду је живјело 6.068 становника. Посједује регионалну шифру (AGS) 9371127.

## Географски и демографски подаци
Хиршау се налази у савезној држави Баварска у округу Амберг-Зулцбах. Град се налази на надморској висини од 411 метара. Површина општине износи 74,9 km². У самом граду је, према процјени из 2010. године, живјело 6.068 становника. Просјечна густина становништва износи 81 становника/km².